# Стуковенков, Михаил Иванович
Михаи́л Ива́нович Стуковенков (1842—1897) — русский дерматолог, профессор Киевского университета, основоположник Киевской школы дерматовенерологов. Брат главного врача Голицынской больницы Н. И. Стуковенкова (1835—1903).

## Биография
Родился в Санкт-Петербурге 5 (17) сентября 1842 года в семье магистра фармации, чиновника 10-го класса.
По окончании 3-й Санкт-Петербургской гимназии в 1861 году, поступил в Санкт-Петербургский университет, откуда в том же году перешёл в Медико-хирургическую академию. В 1863 году был зачислен стипендиатом Ф. С. Щукина с обязательством отслужить один год. В 1866 году окончил курс и был определён ординатором в военно-медицинское ведомство, с оставлением при 2-м Военно-сухопутном госпитале. В 1869 году ему поручено было исправлять должность ассистента сыпного отделения клинического военного госпиталя, которое возглавлял А. Г. Полотебнов. Под его руководством Стуковенков проработал около 14 лет.
В 1871 году был удостоен степени доктора медицины за диссертацию «О влиянии температуры жидкости, вводимой в организм в форме пищи или питья на количество и качественный состав молока» и назначен ассистентом сыпного отделения клинического военного госпиталя. В 1872 году четыре месяца состоял в заграничном отпуске. В 1874 году был зачислен сверхштатным врачом при Свято-Троицкой общине сестёр милосердия, с оставлением при занимаемых должностях.
В русско-турецкую войну 1877—1878 годов был полевым хирургом в действующей армии. После взятия города Плевны заведовал санитарной частью города и пленённой армии Османа-паши, а также устройством госпиталей в Плевне для турок. 29 июня 1878 года назначен отрядным врачом Бургаского отряда. 28 ноября 1878 года возвратился из действующей армии к постоянному штатному месту. В 1879 году был произведён в статские советники за отличие по службе в армии.
В 1879 году был избран консультантом и преподавателем сифилидологии и дерматологии на женских медицинских курсах при Покровской общине. Также избран специалистом Максимилиановской лечебницы по дерматологии. В 1883 году был определён доцентом университета св. Владимира по кафедре дерматологии и сифилитических болезней, затем зачислен директором госпитальной дерматологической клиники, а в 1887 году назначен ординарным профессором по занимаемой кафедре. С 28 декабря 1888 года — действительный статский советник.
Опубликовал более 40 научных работ. В Киеве создал образцовую дерматологическую клинику с современной аппаратурой, а также с диагностической и гистологической лабораториями. Был незаурядным клиницистом: первым в России описал саркому Капоши, грибовидный микоз и листовидную пузырчатку (1886), вторым, после А. Я. Бруева, риносклерому (1884). Основал собственную школу дерматовенерологов, среди его учеников: Н. М. Волкович, П. В. Никольский, И. Ф. Зеленев, В. К. Боровский, А. Г. Лурье и А. А. Линдстрем, выполнившие под руководством Стуковенкова докторские диссертации и впоследствии возглавлявшие кафедры во многих университетах России.
Кроме того, состоял действительным членом Русского общества охранения народного здравия и Общества практических врачей в Санкт-Петербурге. В 1894 году в Лионе выступал на годичном собрании Общества французских дерматологов с докладом о принципах лечения сифилиса ртутью, весьма заинтересовавшим зарубежных учёных.
Скоропостижно умер 2 (14) марта 1897 года на торжественном открытии Физико-медицинского общества, избравшего его своим первым председателем.

## Награды
- Орден Святого Станислава 2-й ст. (1874);
- Орден Святой Анны 2-й ст. (1877);
- Орден Святого Владимира 4-й ст. с мечами (1878);
- Орден Святого Владимира 3-й ст. с мечами (1882);
- Орден Святого Станислава 1-й ст. (1893).

- светло-бронзовая медаль «В память русско-турецкой войны 1877—1878 гг.»
- медаль «В память царствования императора Александра III»

Иностранные:
- турецкий орден Меджидие 3-й ст. (1879)
- румынский Железный крест.

## Сочинения
- Заметка на лечение Psoriasis копайским бальзамом по Г. С. Пюрдону. // «Журнал для нормальной и патологической гистологии», 1872.
- О применении к терапии болезней кожи средств, суживающих просвет сосудов. // там же, 1872.
- Лечение экзем посредством влажной теплоты. // «Современный лечебник», 1875.
- Местное лечение рожи раствором азотнокислого серебра. // «Врачебные ведомости», 1880.
- К вопросу о распространении сифилиса среди рабочего населения С.-Петербурга и мерах противу него. // «Здоровье», 1882.
- Французская и венская дерматологические школы и задачи современной дерматологии: Проб. лекция, чит. 13 янв. 1883 г. в Ун-те св. Владимира на звание доц. дерматологии и сифилиса // «Медицинская библиотека», 1883. (отд. изд. — Санкт-Петербург: тип. Эттингера 1883)
- О распространении сифилиса и мерах для борьбы с ним // «Здоровье», 1883.
- Сифилис и венерические болезни. — Москва: тип. Мамонтова и К°, 1888
- О мерах к ограничению распространения сифилиса. — Киев, 1891.